# Guerra de la pulga

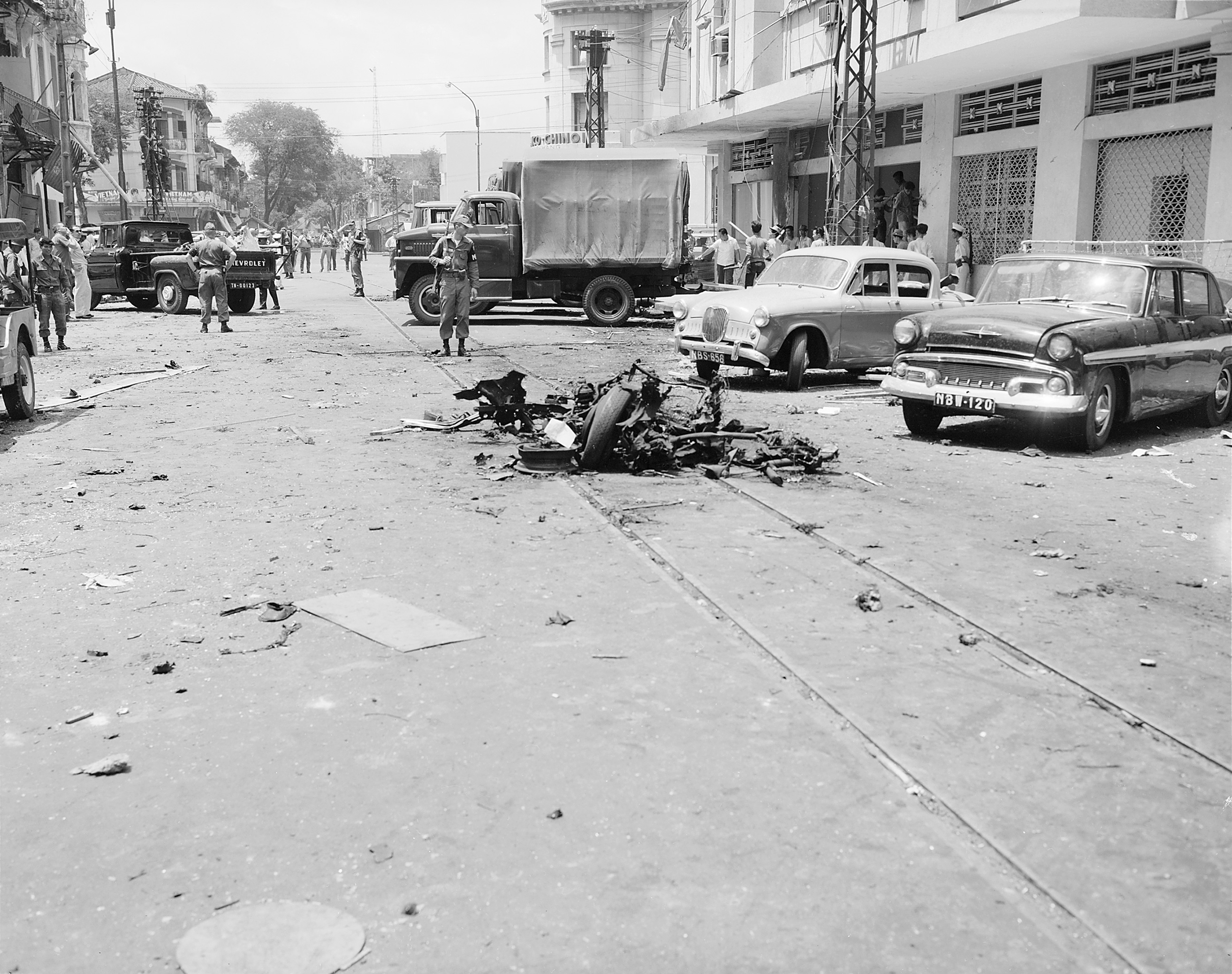
En Vietnam los guerrilleros atacaban en cualquier lugar y se retiraban rápidamente. Lo importante era causar daño.

Se conoce como guerra de la pulga al conjunto de tácticas puestas en práctica para desarrollar una estrategia guerrillera de acoso constante y ataques mortíferos.
Se diferencia de otras tácticas, como los ataques terrorista realizados por el FLN en Argelia, por ser unidades enteras las atacadas por otras unidades aún más numerosas y bien organizadas. La forma de vencerlas es la contrainsurgencia.

## La guerra de la pulga y el símil del tigre
En muchas ocasiones se ha puesto el símil entre el tigre y el elefante:

Será una pelea entre un elefante y un tigre. Si el tigre se queda quieto el elefante lo aplastará sin remedio; pero el tigre nunca se quedará quieto. Saltará sobre el lomo del elefante arrancándole grandes trozos de carne para esconderse después en la jungla. Así el elefante morirá desangrado.

Para hacer ver las posibilidades que tiene una fuerza inferior en volumen, pero muy fiera y rápida ferocidad para vencer a otra superior. La guerra de la pulga viene al ser algo parecido aunque expresado con otras palabras. La diferencia estriba en que la primera puede formarse por una serie de personas, o incluso una sola, que atacan a toda una columna enemiga y se retiran (como sucedía durante la Invasión de Irak por los francotiradores iraquíes); por el contrario la guerra de la pulga persigue realizar ataques esporádicos, pero en ellos el objetivo no es matar a una o dos personas, sino aplastar por completo la unidad o posición elegida. De esta forma no sólo consigue desmoralizar al enemigo, siempre tratando de encontrar a un adversario más pequeño y sobre todo más rápido, sino arrebatarle el material y las armas que pueda llevar.

## La superioridad numérica, la clave
Este tipo de guerra hace uso de tácticas guerrilleras como es la emboscada y las acciones de comandos contra posiciones enemigas. Además emplean tácticas de guerra psicológica como el empleo de silbatos por los oficiales para causar terror a los sorprendidos enemigos, además de para mantener la comunicación con sus hombres.
Los miembros del Vietcong practicaron asiduamente este tipo de guerra y aprendieron pronto que la clave de la misma radica en la superioridad numérica del atacante frente al atacado.
Los vietnamitas durante la guerra de Vietnam decían que la proporción debía ser de diez a uno. Pero en la práctica muchas veces una compañía de 100 o 120 soldados era atacada por 500 guerrilleros, lo que indica que la táctica era viable con menos efectivos.
Además de la superioridad numérica, dos elementos son de gran importancia para el éxito de este tipo de guerra:
- Oscuridad: A menudo las acciones se realizan por la noche y, cuando el terreno lo permitía, desde la jungla.
- Cautela: Para preparar la incursión, el ataque y, algo muy importante, la huida o retirada para sufrir el mínimo de bajas.

Pero siempre marcando como objetivo final la aniquilación de enemigo para, de esta forma, desmoralizarlo en el país de lucha e internacionalmente.

## Requisitos
Para llevar a cabo con éxito este tipo de confrontación se requiere tres condiciones esenciales:
1. Cadena de mando bien preparada. Puesto que las acciones suelen realizarse de noche los hombres deben confiar plenamente en sus mandos y estos deben ser capaces de planificar los ataques y saber dar correctamente las órdenes pertinentes, para evitar el fuego amigo.
2. Capacidad de organización. Como se ha dicho en muchas ocasiones pueden llegar a moverse cientos de hombres, incluso miles, lo que sólo está al alcance de fuerzas con una estructura militar muy parecida a un ejército, incluso igual.
3. Inteligencia. La información del tamaño de la unidad o posición que será atacada, el armamento de que dispone y especialmente las vías para entrar y salir, resultan imprescindibles.

Este último requisito lleva implícito uno más, el contar con un buen servicio de inteligencia, lo que generalmente se consigue manteniendo buenas relaciones con la población local. Esto ya lo vieron los británicos en Malasia y realizaron un programa para mover a los aldeanos a nuevos poblados rodeados de alambradas y de los que no se podía entrar ni salir de noche. Los estadounidenses también trataron de aislar a los guerrilleros llevando la práctica hasta sus extremos, de tal modo que corría entre los soldados la frase: si te quedabas mucho tiempo sentado en un sitio te rodeaban de alambre de espino y te declaraban aldea segura